# Plainisphare
Plainisphare was een Zwitsers platenlabel voor jazzmuziek, gevestigd in Vich. Het was aanvankelijk de belangrijkste distributeur van jazzplaten in Zwitserland, maar begon in 1974 zelf ook platen uit te brengen. Het label was actief tot 2011. Musici die voor het label opnamen zijn onder meer Archie Shepp, Mal Waldron, Johnny Griffin, Thierry Lang, Dollar Brand, Terry Riley, Albert Mangelsdorff, Leon Francioli, René Bottlang en Heiri Känzig.